# 옐도스 스메토프
옐도스 바흐티바예비치 스메토프(카자흐어: Елдос Бахтыбайұлы Сметов 옐도스 바흐트바이울르 스메토프, 러시아어: Елдóс Бахтыба́евич Сме́тов, 1992년 9월 9일~)는 카자흐스탄의 유도 선수이다. 2024년 하계 올림픽 남자 엑스트라라이트급 금메달, 2016년 하계 올림픽 엑스트라라이트급 은메달, 2020년 하계 올림픽 엑스트라라이트급 동메달을 획득했다.